# Мали Саскачеван (река)
Мали саскачеван (енгл. Little Saskatchewan River) је река у западном делу канадске провинције Манитоба. Истиче из језера Оди на подручју националног парка Рајдинг Маунтин и тече ка југу где се након око 185 км тока улива у реку Асинибојн на око 10 км западно од града Брандона. 
Река протиче кроз варошице Минедоса и Рапид Сити. На њој су изграђена три мања вештачка језера Минедоса, Рапид Сити и Вахтопана. 
Име реке потиче од забуне коју су првобитни досељеници у ово подручје имали у вези са високим водостајем ове реке и мешајући је са реком Саскачеван. У периоду од 1911. до 1978. река је носила име Минедоса. 
Укупна површина сливног подручја Малог Саскачевана је 3.600 км², а максималан дневни проток од 103 м³/с забележен је 14. априла 1969. године.